# Transformació rígida
En matemàtiques, una transformació rígida (també anomenada transformació euclidiana o isometria euclidiana ) és una transformació geomètrica d'un espai euclidià que conserva la distància euclidiana entre cada parell de punts.
Les transformacions rígides inclouen rotacions, translacions, reflexions o qualsevol seqüència d'aquestes. De vegades, les reflexions s'exclouen de la definició d'una transformació rígida en exigir que la transformació també preservi la manipulació dels objectes a l'espai euclidià. (Una reflexió no conservaria la mà; per exemple, transformaria una mà esquerra en una mà dreta). Per evitar l'ambigüitat, una transformació que conserva la mà es coneix com a moviment rígid, moviment euclidià o transformació rígida pròpiament dita.
A la dimensió dos, un moviment rígid és una translació o una rotació. A la dimensió tres, cada moviment rígid es pot descompondre com la composició d'una rotació i una translació, i per tant de vegades s'anomena rototranslació. A la dimensió tres, tots els moviments rígids també són moviments de cargol (aquest és el teorema de Chasles).
Com a màxim de tres dimensions, qualsevol transformació rígida impropia es pot descompondre en una rotació impropia seguida d'una translació, o en una seqüència de reflexions.
Qualsevol objecte mantindrà la mateixa forma i mida després d'una transformació rígida adequada.
Totes les transformacions rígides són exemples de transformacions afins. El conjunt de totes les transformacions rígides (propies i impropies) és un grup matemàtic anomenat grup euclidià, denotat E(n) per a espais euclidians n dimensionals. El conjunt de moviments rígids s'anomena grup euclidià especial i es denota SE(n).
En cinemàtica, els moviments rígids en un espai euclidià tridimensional s'utilitzen per representar els desplaçaments de cossos rígids. Segons el teorema de Chasles, cada transformació rígida es pot expressar com un moviment de cargol.

## Definició formal
Una transformació rígida es defineix formalment com una transformació que, en actuar sobre qualsevol vector v, produeix un vector transformat T(v) de la forma
on RT = R−1 (és a dir, R és una transformació ortogonal ), i t és un vector que dóna la translació de l'origen.
Una transformació rígida adequada té, a més,
el que significa que R no produeix una reflexió i, per tant, representa una rotació (una transformació ortogonal que conserva l'orientació). De fet, quan una matriu de transformació ortogonal produeix una reflexió, el seu determinant és −1.

## Fórmula de distància
Es necessita una mesura de distància entre punts, o mètrica, per confirmar que una transformació és rígida. La fórmula de la distància euclidiana per a Rn és la generalització del teorema de Pitàgores. La fórmula dóna la distància al quadrat entre dos punts X i Y com la suma dels quadrats de les distàncies al llarg dels eixos de coordenades, és a dir {\displaystyle d\left(\mathbf {X} ,\mathbf {Y} \right)^{2}=\left(X_{1}-Y_{1}\right)^{2}+\left(X_{2}-Y_{2}\right)^{2}+\dots +\left(X_{n}-Y_{n}\right)^{2}=\left(\mathbf {X} -\mathbf {Y} \right)\cdot \left(\mathbf {X} -\mathbf {Y} \right).} on X = (X1, X2, ..., Xn) i Y = (Y1, Y2, ..., Yn), i el punt denota el producte escalar.
Utilitzant aquesta fórmula de distància, una transformació rígida g : Rn → Rn té la propietat, {\displaystyle d(g(\mathbf {X} ),g(\mathbf {Y} ))^{2}=d(\mathbf {X} ,\mathbf {Y} )^{2}.}

## Translacions i transformacions lineals
Una translació d'un espai vectorial afegeix un vector d a cada vector de l'espai, el que significa que és la transformació
És fàcil demostrar que es tracta d'una transformació rígida demostrant que la distància entre vectors traduïts és igual a la distància entre els vectors originals: {\displaystyle d(\mathbf {v} +\mathbf {d} ,\mathbf {w} +\mathbf {d} )^{2}=(\mathbf {v} +\mathbf {d} -\mathbf {w} -\mathbf {d} )\cdot (\mathbf {v} +\mathbf {d} -\mathbf {w} -\mathbf {d} )=(\mathbf {v} -\mathbf {w} )\cdot (\mathbf {v} -\mathbf {w} )=d(\mathbf {v} ,\mathbf {w} )^{2}.}
Una transformació lineal d'un espai vectorial, L : Rn → Rn, conserva les combinacions lineals, {\displaystyle L(\mathbf {V} )=L(a\mathbf {v} +b\mathbf {w} )=aL(\mathbf {v} )+bL(\mathbf {w} ).} Una transformació lineal L es pot representar mitjançant una matriu, és a dir
on [L] és una matriu n×n.
Una transformació lineal és una transformació rígida si compleix la condició, {\displaystyle d([L]\mathbf {v} ,[L]\mathbf {w} )^{2}=d(\mathbf {v} ,\mathbf {w} )^{2},} és a dir {\displaystyle d([L]\mathbf {v} ,[L]\mathbf {w} )^{2}=([L]\mathbf {v} -[L]\mathbf {w} )\cdot ([L]\mathbf {v} -[L]\mathbf {w} )=([L](\mathbf {v} -\mathbf {w} ))\cdot ([L](\mathbf {v} -\mathbf {w} )).} Ara utilitzeu el fet que el producte escalar de dos vectors v. w es pot escriure com l'operació matricial vTw, on la T denota la transposició de la matriu, tenim {\displaystyle d([L]\mathbf {v} ,[L]\mathbf {w} )^{2}=(\mathbf {v} -\mathbf {w} )^{\mathsf {T}}[L]^{\mathsf {T}}[L](\mathbf {v} -\mathbf {w} ).} Així, la transformació lineal L és rígida si la seva matriu compleix la condició {\displaystyle [L]^{\mathsf {T}}[L]=[I],} on [I] és la matriu d'identitat. Les matrius que compleixen aquesta condició s'anomenen matrius ortogonals. Aquesta condició requereix que les columnes d'aquestes matrius siguin vectors unitaris ortogonals.
Les matrius que compleixen aquesta condició formen un grup matemàtic sota l'operació de multiplicació de matrius anomenat grup ortogonal de n×n matrius i denotat O(n).
Calculeu el determinant de la condició per obtenir una matriu ortogonal {\displaystyle \det \left([L]^{\mathsf {T}}[L]\right)=\det[L]^{2}=\det[I]=1,} que mostra que la matriu [L] pot tenir un determinant de +1 o de −1. Les matrius ortogonals amb determinant -1 són reflexos, i les que tenen determinant +1 són rotacions. Observeu que el conjunt de matrius ortogonals es pot veure com a format de dues varietats en Rn×n separades pel conjunt de matrius singulars.
El conjunt de matrius de rotació s'anomena grup ortogonal especial i es denota SO(n). És un exemple de grup de Lie perquè té l'estructura d'una varietat.